# مروت‌الله پرتو
مروت‌الله پرتو (زادهٔ ۲ فروردین ۱۳۲۷ – درگذشتهٔ ۱۶ تیر ۱۴۰۲) دانشجو و مدرس مهندسی موتور-بدنه هواپیما و نیز دارای سوابق مبارزاتی و دستگیری پیش از انقلاب اسلامی، عضویت در جهاد سازندگی و سپس سپاه پاسداران انقلاب اسلامی و نهایتاً نمایندهٔ حوزهٔ انتخابیهٔ خدابنده در دورهٔ ششم مجلس شورای اسلامی بوده‌است. وی پیش‌تر در دورهٔ سوم نیز عضو این مجلس بود.در دوره ششم در آخرین روزها تایید صلاحیت شد و به یکباره شعار «پرتو آمد» تمام دیوارهای شهر قیدار را در اندازه های مختلف پر کرد،وی دارای محبوبیت زیادی بود و همین باعث شد با بیش از ۳۱۰۰۰رأی(به تنهایی، ۴۰درصد آرا) بر ۱۲رقیب پیشی گرفته و به مجلس راه یابد. پرتو پس از پایان دوره ششم مجلس شورای اسلامی در ادوار بعدی نیز برای کاندیداتوری ثبت نام کرد اما رد صلاحیت شد. لازم به ذکر است ایشان در دوران مدیریت و صاحب منصب بودنشان به هیچ عنوان درگیر فساد اقتصادی نشدند؛
ایشان حافظ بخشی از قران بودند و بر نهج البلاغه و روایات و احادیث شیعی تسلط داشتند؛ علاوه بر زبان مادری(آذری) و فارسی، تسلط نسبی بر زبانهای انگلیسی و عربی.